# Aalborg karneval
Aalborg karneval afholdes i Aalborg i uge 21 (den sidste uge i maj). Det første karneval fandt sted lørdag den 28. maj 1983. I dag strækker karnevallet sig over to uger og består af 3 store hovedbegivenheder: International Parade, Børnekarneval, Stjerneparaden. Stjerneparaden afslutter med en storfest i Kildeparken, hvor blandt andet, Kato, Vigiland, Ude Af Kontrol og Joey Moe har optrådt.
I 2018 deltog over 80.000 mennesker i Stjerneparaden til Kildeparken, og over 150.000 tilskuere så de forskellige parader.

## Traditioner

### Stjerneparaden
Stjerneparaden afholdes lørdag i uge 21 og består af en karnevalsparade og en karnevalsfest i Kildeparken. Karnevalsparaden begynder fra tre forskellige steder i Aalborg (Østerbro, Haraldslund og Nørresundby), og paradearmene fletter sammen ved Borgergade/Vesterbro.
Stjerneparaden er det helt store afslutningsshow, hvor folk fra hele Danmark deltager.  Butikker i Aalborg omegn bliver udstyret med såkaldte karnevals mokai som er produceret af CULT, og karnevals øl som er produceret af Heineken. Begge produkter må medbringes i Kildeparken som de eneste ting af drikkevare. Samtidig kan man købe sig adgang til den store “efterfest” i Kildeparken i form af et Karnevalsarmbånd som giver adgang til Kildeparken under Børnekarneval og Stjerneparaden plus gratis vand under optoget. Samtidig kan man køre gratis med bus og tog i Nordjylland fra fredag til søndag i uge 21. 

### Børnekarneval
Mens Stjerneparaden er for de “voksne” er børnekarnevalet et mere stille og roligt optog for børn i alle aldersgrupper, hvor man kan følges alene eller med sine forældre eller venner. Optoget starter fra C.W Obels Plads og slutter i Kildeparken hvor der er show fra børnemusikere som fx tidligere MGP deltagere og andre kunstnere som er kendt for børnemusik. I optoget deltager også grupper fra international parade hvor den bedste gruppe kåres i Kildeparken, som er omdannet til et magisk eventyrland for børn i alle aldre.

### International Parade
International Parade er et internationalt karnevalsshow, hvor karnevalsgrupper fra ind- og udland konkurrerer om at blive "Årets bedste karnevalsgruppe". Grupperne bedømmes i en parade gennem Aalborg Midtby og i et sceneshow i Kildeparken. Arrangementet afholdes fredag i uge 20.

### Karnevalsplakaten
Siden det første karneval i 1983, er en årlig karnevalsplakat blevet produceret. De fleste karnevalsplakater blev fundet gennem en konkurrence hvor alle kunne deltage. Siden 2007 er årets karnevalsplakat blevet udvalgt af karnevalets bestyrelse.

### Karnevalstema
Karnevalet i Aalborg har hvert år et karnevalstema, som udgør rammerne for karnevalet.
Temaer gennem årene:
- 2022: "Når jeg bliver stor"
- 2021: Aflyst på grund af COVID-19
- 2020: Når jeg bliver stor (aflyst på grund af COVID-19)
- 2019: De 4 årstider
- 2018: “Til land, til vands og i luften”
- 2017: "Verden er fuld af..."
- 2016: "Der var engang…"
- 2015: "Tabu"
- 2014: "Tidens trend"
- 2013: "Engle og Dæmoner"
- 2012: "Verden på hovedet"
- 2011: Sexzoologisk Have
- 2010: Mars & Venus
- 2009: La Dolce Vita – Det Søde Liv
- 2008: Magi I Luften
- 2007: Maskerade
- 2006: Eksotisk – Erotisk
- 2005: Hyrdinden & Skorstensfejeren
- 2004: Atlantis
- 2003: Trends, Trans & Traditioner
- 2002: Spejling
- 2001: Tro, Håb & Ærlighed
- 2000: Mod Nye Horisonter
- 1999: Hvor Regnbuen Ender
- 1998: Vort Moderlige Hav
- 1997: Satire & Satyrer
- 1996: Østen For Solen & Vesten For Månen
- 1995: Frugtbarhed & Farver
- 1994: Norden I 1000 År
- 1993: Maske, Myte & Musik

### Kong Karneval
I karnevalshistorisk sammenhæng har det gennem århundrede været udbredt at udnævne en konge for karnevallet, og siden 1990 har denne tradition også været en del af karnevallet i Aalborg.
Konger og dronninger gennem årene:
- 2019 - Peter Mygind - Skuespiller, tv-vært, musiker og entertainer
- 2018 - Louise Kjølsen - Dronning af Tweriking
- 2017 – Troels Malling - Skuespiller
- 2016 – Johnny Reimar - Musiker
- 2015 – Mascha Vang - Model og blogger
- 2014 – Jonny Hefty - Kunstner og musikker
- 2013 – Mogens Jørgensen - TV-vært for TV2 Nord
- 2012 – Anne Kejser - Radio/TV-vært
- 2011 – Jonas Schmidt – komiker
- 2010 – Carl-Mar Møller – kroppsyke-terapeut
- 2009 – Miss OTB – Dragqueen
- 2008 – Rasmus Bjerg – Skuespiller og komiker
- 2007 – Jytte Abildstrøm – Teaterleder
- 2006 – Joan Ørting – Sexolog
- 2005 – Rune T. Kidde – Forfatter
- 2004 – Karsten Højen – Multikunstner
- 2003 – Mogens "Mugge" Hansen – Hofreporter
- 2002 – Povl Dissing – Sanger
- 2001 – Mogens Frohn – Fultonskipper
- 2000 – Poul Nesgaard – Rektor
- 1999 – Henrik Voldborg – Meteorolog
- 1998 – Diana Benneweis – Cirkusdirektør
- 1997 – Jesper Klein – Entertainer
- 1996 – Ib Groth Rasmussen – Pjerrot fra Bakken
- 1995 – Danny Druehyld – Heksen fra Rold
- 1994 – Ernst & Mary Thøgersen – Ældrecenterpar
- 1993 – Bramwell Flyckt – Karneval i Aalborg
- 1992 – Kaj & Hans Jørgen – Nordjyllands Bogtrykkeri
- 1991 – Rottekongen Cibrino – Gøgler
- 1990 – Henk Van Der Kroon – Præsident FECC